# Странска вас об Вишњици
Странска вас об Вишњици (словен. Stranska vas ob Višnjici) је насељено место у општини Иванчна Горица, Средњесловенска регија, Словенија.

## Историја
До територијалне реорганизације у Словенији била је у саставу старе општине Гросупље.

## Становништво
У попису становништва из 2011. године, Странска вас об Вишњици је имала 52 становника.
| Број становника према пописима | Број становника према пописима | Број становника према пописима |
| ------------------------------ | ------------------------------ | ------------------------------ |
| 1991                           | 2002                           | 2011                           |
| 40                             | 57                             | 52                             |

Напомена: До 1953. исказивано под именом Странска вас.